# Macaria ichnusae
Macaria ichnusae is een vlinder uit de familie spanners (Geometridae). De wetenschappelijke naam is voor het eerst geldig gepubliceerd in 2005 door Govi & Fiumi.
De soort komt voor in Europa.